# Hafizullah Amin

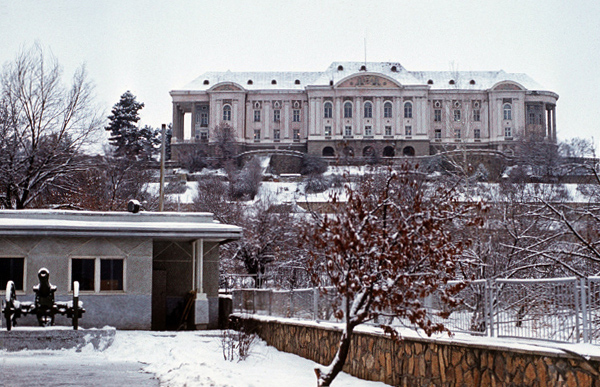
Presidentieel paleis van Hafizullah Amin (was destijds (1987) in gebruik als Russisch legerhoofdkwartier)

Hafizullah Amin (Pasjtoe/Dari: حفيظ الله امين) (Paghman, 1 augustus 1929 – Kabul, 27 december 1979) was president van Afghanistan tussen september en december 1979.

## Levensloop
Amin studeerde aan het eind van de jaren vijftig aan de onderwijsfaculteit van de Columbia University in Manhattan, New York in de Verenigde Staten. Begin jaren zestig was hij hoofd van de Afghaanse lerarenopleiding. Daarna keerde hij terug naar de VS en studeerde er nogmaals aan de Columbia University.
In 1965 sloot hij zich aan bij de communistisch georiënteerde Democratische Volkspartij van Afghanistan (DVPA) van Nur Muhammad Taraki. In 1967 sloot hij zich aan bij de links-nationalistische Khalq-factie van de DVPA. Amin speelde een belangrijke rol bij de voorbereidingen van de communistische coup van 27 april 1978. Na de coup (de zgn. Grote Saurrevolutie) werd Amin vicepremier en hoofd van de Afghaanse inlichtingendienst (AGSA). Op 14 september 1979 liet Amin president Nur Muhammad Taraki gevangenzetten en verklaarde op 15 september 1979 voor het centraal comité van de DVPA dat Taraki om 'gezondheidsredenen' was afgetreden. Hij liet zich vervolgens door het centraal comité tot secretaris-generaal van DVPA kiezen. Een dag later werd hij tevens president van de Revolutionaire Raad (staatshoofd).
Tijdens zijn korte bewind probeerde hij de betrekkingen met de VS en China te verbeteren en distantieerde hij zich van de Sovjet-Unie, de traditionele bondgenoot van Afghanistan. Bovendien werd de rol van de islam weer belangrijker (o.a. om het verzet van de islamitische moedjahedien te breken) en Amin werd tot olelamar (iemand die in naam van de islam als seculier leider regeert) gekozen. Op 24 december 1979 viel de Sovjet-Unie Afghanistan binnen om 'militaire steun' te verlenen aan het regime tegen de 'moedjahedien'.
Op 27 december 1979 bestormde een speciale eenheid van de KGB het Dar-Ul-Aman paleis (de residentie van Amin) en daarbij kwam Amin om het leven. Er bestaan twee versies omtrent zijn dood. Hij werd gedood toen hij zijn familie beschermde tegen de KGB'ers óf hij werd door zijn eigen kok vergiftigd. Als opvolger van Amin benoemde de Sovjet-Unie Babrak Karmal, de leider van de Parcham-fractie van de DVPA.